# Dominic Cannon
Dominic Cannon (* 24. Juni 1983 in Gießen) ist ein ehemaliger deutscher Basketballspieler. Er war mit einer Doppellizenz für den Regionalligisten MTV Gießen sowie den Erstligisten Gießen 46ers aktiv und bestritt acht Spiele in der Basketball-Bundesliga.

## Laufbahn
Cannon gab im Laufe des Spieljahres 2002/03 seinen Einstand in der Bundesliga-Mannschaft von Avitos Gießen und stand neben den Kurzeinsätzen in der ersten Liga auch im Hemd von TV Lich in der 2. Basketball-Bundesliga auf dem Spielfeld. Bis Anfang 2005 stand der 1,90 Meter große Aufbauspieler im erweiterten Gießener Bundesliga-Aufgebot und bestritt insgesamt acht Partien in Deutschlands Eliteliga. Danach zog er sich aus dem Profibereich zurück, um sich auf seine berufliche Karriere als Investmenberater in einer Bank zu konzentrieren.
Später spielte er noch unterklassig unter anderem in Butzbach, beim MTV Gießen und in Rossdorf. Zudem wurde er als Jugendtrainer einer U16 aktiv. Cannon spielte auch American Football beim Zweitligisten Frankfurt Universe.